# Pedraza (Magdalena)
Pedraza es un municipio colombiano ubicado en el oriente del departamento del Magdalena a 215 km de Santa Marta y a orillas del Río Magdalena. Sus principales actividades económicas son la ganadería, la agricultura siendo la Yuca y el Maíz los cultivos que más se producen en esta tierra y la pesca al ser un sitio privilegiado por su ubicación geográfica a orillas del río.

## División Político-Administrativa
Además de su Cabecera municipal. Pedraza tiene bajo su jurisdicción los siguientes Centros poblados:
- Bahía Honda
- Bomba
- Guaquirí
- Heredia

## Historia
El Virrey Sebastián Eslava, comisiona al Maestro de Campo de la Provincia de Santa Marta, José Fernando de Mier y Guerra, para asegurar el dominio del territorio y cumplir la orden de concentrar la población libre "arrochelada" que se había dispersado por montes y serranías; además, de reducir a los indios Chimilas. Cumple la tarea en 1754 de fundar la población de Heredia.

### Servicios públicos
- Energía Eléctrica: Air-e, del grupo EPM, es la empresa prestadora del servicio de energía eléctrica.
- Gas Natural: Gases del Caribe es la empresa distribuidora y comercializadora de gas natural en el municipio.